# Тенеу
Тенеу (або Тенев (лат. Theneva), Таннох, Тані, Танія, Денв тощо) — легендарна християнська свята, яку шанували в середньовічному Глазго, Шотландія. Традиційно вона була британською принцесою VI століття стародавнього королівства Гододін (у тому, що стало Лотіаном) і матір'ю святого Мунго, апостола британців Стратклайду та засновника міста Гласгу (Глазго). Вона та її син вважаються покровителями міста, а площа Святої Енох в Глазго нібито позначає місце середньовічної каплиці, присвяченої їй, побудованої на її могилі або біля неї («St. Enoch» насправді є спотвореним словом «St. Teneu»). Її вшановують щорічно 18 липня.

## Ім'я
Перша записана агіографія її сина згадує її як Тані. Vita Kentigerni («Життя святого Мунго»), яке було створено на замовлення єпископа Джоселіна з Глазго та відредаговано пізніше (приблизно 1185) ченцем Джоселіном з Фернесса (який стверджував, що він переписав це з більш ранньої легенди Глазго та старого гельського документа), дає її ім'я як Танеу; про це писав Джон Кепгрейв у друкованій праці 1516 р. Варіанти її імені включають Тенев, поданий «Абердинським бревіарієм»; Теннов «Календаря Адама Кінга». Валлійський «Бонедд і Сейнт» називає її Деню (або Двінвен). У 1521 році вона з'явилася в хроніці Джона Мейра «Historia Majoris Britanniae» як Таметес, дочка короля Лота і сестра Ґавейна. Іноді її ім'я називають Тамета або Тенеліс.
Алекс Вулф припустив, що персонаж Тенеу міг походити від Данаї, матері класичного героя Персея в «Fabulae» Гая Юлія Гігінія.

## Легенда
Святу Тенеу називають «першою в Шотландії зафіксованою жертвою зґвалтування, побитою жінкою і неодруженою матір'ю». Згідно з легендою, її син народився після сексуального насильства, вчиненого валлійським принцом Овайном маб Урієном. Овайн був переодягнений в жінку, і після насильства над наївною принцесою він збив її з пантелику, сказавши: «Не плач, сестро моя, бо я не пізнав тебе, як чоловік звик пізнавати діву. Хіба я не жінка, як ти?» Дізнавшись про її вагітність, її розгніваний батько, король Ллеуддун, засудив її до смерті. Тому її кинули з Трапрайнського пагорба. Після падіння вона Дивом вона вижила. Коли її знайшли живою біля підніжжя скелі, її посадили на коракулі відправили через Ферт-оф-Форт до Калросса, де вона знайшла притулок у громаді Сент-Серф. Там вона народила і виростила сина Кентігерна, якого Серф прозвав Мунго, «дуже любий».
Існують також валлійські легенди про Тенеу:
Культ, який виріс навколо святої Тома в Глазго, також розвинувся у Вельсі, де вважалося, що вона мала інших синів від шлюбу з північним принцом Дінгадом, сином Нудда. Найдавніша збережена згадка про неї міститься в «Житії святої Вініфред» (бл. 1140 р.), в якому Вініфред пішла до святого Елері за настановами. Святий Елері віддав Вініфред під опіку своєї матері «Теонії», яку Вініфред згодом змінила на посаді ігумені Гвітерина (Клвід). Кентігерн також був культовою фігурою в Клвіді.

## Сучасні адаптації
Як Таніу вона є героїнею історичного роману Кетлін Герберт «Наречена Списа», частини її трилогії «Темні віки Британії» (1982, St Martin's Press), а як Танея — історичного роману Найджела Трантера «Жертва друїда» (1993, Hodder & Stoughton).